# Ljusnan
Ljusnan – rzeka w Szwecji o długości 440 km, powierzchni dorzecza 19 800 km² oraz średnim przepływie 230 m³/s.
Źródła rzeki znajdują się w Górach Skandynawskich, a uchodzi ona do Zatoki Botnickiej.
Na rzece Ljusnan występują licznie wodospady.
Rzeka Ljusnan jest wykorzystywana do spławu drewna oraz w celach energetycznych.